# Cantonul Le Tampon-2
Cantonul Le Tampon-2 este un canton din arondismentul Saint-Pierre, Réunion, Franța.